# Aga Khan 4.
Karīm al-Ḥussaynī Āgā Khān IV (arabisk: سمو الأمیر شاہ کریم الحسیني آغا خان الرابع), født 13. december 1936 i Geneve, død den 4. februar 2025 i Lissabon, var siden 1957 imam for nizari-ismailitterne. Ifølge ismaelitterne nedstammede han i 49. generation fra profeten Muhammed. Aga Khan IV var britisk statsborger og modtog i 1978 FN's menneskerettighedspris.
Aga Khan IV var søn af Aly Khan og Tajudowlah, født Joan, datter af den tredje baron Churston og tidligere gift med Loel Guinness. Hans forældre blev skilt og faderen giftede sig med Rita Hayworth og moderen med avismagnaten Seymour Berry, Viscount Camrose. Aga Khan IV havde persisk, italiensk og britisk afstamning.
Han fik sin første uddannelse af Mustafa Kamil, og senere studerede han bl.a. på Harvard University.
Da farfaderen døde, blev Aga Khan IV hans efterfølger som imam, til trods for at både hans far og farbroder stadig var i live.
Han markerede sig som en fremtrædende filantrop og grundlagde Aga Khan Development Network og The Institute of Ismaili Studies.
Han ejede Frankrigs største stutteri og hans heste vandt det prestigefulde engelske Epsom Derby tre gange i 1980'erne og igen i 2000 og 2016. Hans ryttere bar grøn trøje med røde epauletter og grøn hjelm.
Aga Khan IV havde to ægteskaber bag sig; med sin første hustru Salimah fik han tre børn. Han blev separeret fra sin anden hustru, med hvem han fik en søn.